# Cyril Saugrain
Cyril Saugrain (Livry-Gargan, 22 giugno 1973) è un ex ciclista su strada francese. Professionista tra il 1994 ed il 2003, vinse una tappa al Tour de France 1996.

## Carriera
Da dilettante vinse la Parigi-Tours Espoirs nel 1993. Passò professionista nell'ottobre del 1994 con la Aubervilliers 93 di Stéphane Javalet, con cui rimase fino al 1996. Con la piccola squadra francese vinse nel 1995 una tappa al Tour du Vaucluse, una tappa alla Quatre jours de l'Aisne e una al Tour de l'Ain, e nel 1996 una tappa al Tour du Vaucluse e soprattutto una al Tour de France.
Nel 1997 passò alla Cofidis dove rimase due stagioni, vincendo il Prix Xavier Louarn nel 1997 e una tappa al Circuit Franco-Belge nel 1998. Nel 1999 si trasferì alla Française des Jeux ottenendo la sua ultima vittoria al Grand Prix de Villers-Cotterêts. Nel 2001 tornò alla Aubervilliers 93, divenuta BigMat-Auber 93, rimanendovi sino al ritiro nel 2003.
In carriera partecipò a due edizioni del Tour de France e due della Vuelta a España.

## Palmarès
- 1993 (Dilettanti, una vittoria)

Parigi-Tours Espoirs
- 1994 (Dilettanti, una vittoria)

Souvenir Louison Bobet
- 1995 (Aubervilliers 93-Peugeot, tre vittorie)

4ª tappa Tour du Vaucluse
1ª tappa Quatre jours de l'Aisne
1ª tappa Tour de l'Ain
- 1996 (Aubervilliers 93-Peugeot, due vittorie)

4ª tappa Tour du Vaucluse
4ª tappa Tour de France (Soissons > Lac de Madine)
- 1997 (Cofidis, una vittoria)

Prix Xavier Louarn
- 1998 (Cofidis, una vittoria)

1ª tappa Circuit Franco-Belge (Toufflers > Kluisbergen)
- 1999 (La Française des Jeux, una vittoria)

Grand Prix de Villers-Cotterêts

### Altri successi
- 1995

Critérium di Aubervilliers
- 1996

Critérium di Châteauroux (Classic de l'Indre)

## Piazzamenti

### Grandi Giri
- Tour de France

1996: ritirato (6ª tappa)
1997: ritirato (14ª tappa)
- Vuelta a España

1998: ritirato (3ª tappa)
2002: 114º

### Classiche monumento
- Liegi-Bastogne-Liegi

1997: 45º